# Крупеников, Игорь Аркадьевич
Игорь Аркадьевич Крупеников (10 апреля 1912, Санкт-Петербург — 1 сентября 2013, Кишинёв) — учёный-почвовед, географ, исследователь чернозёмов, историк науки, доктор географических наук, профессор, почётный член Академии наук Молдавии (1995), заслуженный деятель науки и техники, дважды лауреат Республиканской государственной премии, лауреат премий имени В. В. Докучаева и В. Р. Вильямса (дважды), лауреат премии АН Молдовы.

## Биография
Родился в Санкт-Петербурге. Мать — Вера Агапитовна Виноградова (1888—1976), внучка священника, преподаватель русского и французского языков, выпускница Бестужевских курсов. Брат — Крупеников, Лев Аркадьевич (1916—1952), филолог и писатель. Отец Игоря Аркадьевича и его брата Льва — А.Г. Гойхбарг, замужем за которым (с 1911 года) была Вера Агапитовна, и с которым развелась в 1918 году. Отчим — Аркадий Михайлович Крупеников, инженер-технолог в виноделии, работавший на винкомбинате Массандра, и поселившийся с семьёй недалеко от Никитского ботанического сада. 
Брат его деда, статского советника, педагога Агапита Тимофеевича Виноградова — филолог и педагог Павел Тимофеевич Виноградов.
Двоюродный брат — Кирилл Борисович Виноградов.
В 1929 году семья переехала сначала в Свердловск, а затем в Москву, где отец работал на строящихся химических заводах.
В 1931—1935 годах учился на Почвенно-геологическом факультете МГУ.
В 1939 году защитил кандидатскую диссертацию на тему «Почвы и условия почвообразования Наурзумского государственного заповедника (северо-западный Казахстан)» под руководством В. В. Геммерлинга.
В 1942—1948 годах был сотрудником Всесоюзного научно-исследовательского института виноделия и виноградарства, где занимался исследованиями почв Узбекистана, Таджикистана, Киргизии и Крыма.
В 1948 году переехал в Кишинёв, где работал в Институте почвоведения, агрохимии и мелиорации им. Н. А. Димо. Работал под руководством Н. А. Димо.
Долгое время он также читал лекции в Кишинёвском государственном университете.
В 1966 году защитил докторскую диссертацию по теме «Черноземы Молдавии».
Внёс большой вклад в историю почвоведения. Материалы по биографиям почвоведов начал собирать с 1940-х годов. В 1981 году была издана его книга «История почвоведения. От времени его зарождения до наших дней».
Игорь Аркадьевич Крупеников скончался 1 сентября 2013 года, на 102 году жизни, в городе Кишинёв, Республика Молдова.

## Семья
В 1956 году женился на Елене Григорьевне Чикрызовой — доценте кафедры почвоведения Кишинёвского Университета
Дочери: Татьяна (1942—1977), Вера (род. 1958). 

## Награды и премии
- Орден Республики (Молдавия)
- Орден Трудового Красного Знамени
- звание «Заслуженный деятель науки и техники»
- Государственная премия Республики Молдовы (1978 и 1986 гг.)
- Лауреат премии имени В. В. Докучаева (1968)
- Лауреат премии имени В. Р. Вильямса (дважды)
- Почетный член Обществ почвоведов Молдовы, России и Украины
- Gloria Muncii Орден «Трудовая слава»